# Милан Цвјетићанин
Милан Цвјетићанин (Босанска Крупа, 15. јануар 1915 — Ист Чикаго, 6. јун 1963) био је српски и југословенски инжињеријски официр, мајор Југословенске војске и командант Босанског корпуса „Гаврило Принцип” Динарске четничке дивизије Југословенске војске у Отаџбини. Након рата је живео у емиграцији, где је био председник Организације српских четника „Равна гора” и уредник емигрантских листова Глас српских бораца и Српске новине.

## Биографија

### Образовање и породица
Милан Цвјетићанин је рођен 1915. године у Босанској Крупи. Завршио је шест разреда гимназије, затим Инжињеријску подофицирску школу и електромашински курс Машинске школе морнарице.

### Други светски рат
Априлски рат 1941. године га је затекао у чину поручника, распоређеног у Другом пуку у Карловцу. Успео је да избегне одлазак у заробљеништво након капитулације и неко време се скривао код Котор Вароши. Одмах је успео да организује четничку групу, која је постепено прерастала у Летећи одред, затим у чету, па батаљон и на крају 1942. године у пук „Гаврило Принцип”.
По формирању Босанског корпуса „Гаврило Принцип”, почетком 1943. године, капетан Цвјетићанин је командовао његовом првом бригадом, да би касније наследио Бранка Богуновића на месту команданта корпуса и то остао до краја рата. Корпус је затим ушао у састав Динарске четничке дивизије под командом војводе Момчила Ђујића.
За показану храброст у рату, одликован је Златном медаљом за храброст и Карађорђевом звездом са мачевима. Био је и крсни кум Војислава Билбије.
У мају 1945. године, заједно са деловима Југословенске војске у Отаџбини, који су чинили Динарска дивизија, Дринска четничка бригада и Истакнути део штаба Врховне команде ЈВуО, предаје се западним савезницима и бива пребачен у логор Еболи.

### Живот у емиграцији
Након смрти војводе Доброслав Јевђевић 1962. године, Цвјетићанин је постао председник Организације српских четника „Равна гора”. Био је и уредник гласила организације Глас српских бораца, као и Српских новина. Такође, Цвјетићанин је војводи Јевђевићу одржао и посмртни говор приликом сахране у Риму.
Умро је 1963. године у Ист Чикагу, од последица срчаног удара у 47. години живота. Сахрањен је на српском гробљу код манастира Светог Саве у Либертивилу.
На вест о његовој смрти, ратни председник Министарског савета Краљевине Југославије др Божидар Пурић је у емигрантским Српским новинама објавио некролог:
Јунак, а увек скроман и отмен, без личне сујете, увек само за опште добро. За своја ратна дела, и две тешке ране, одликован је Златном медаљом за храброст, Карађорђевом звездом са мачевима и чином активног мајора. То су била крваво заслужена признања и почасти. Али оно што је било главно и најкарактеристичније у Милановом животу, то је био његов труд свагда и свакад, да увек буде достојан Гаврила Принципа, достојан свога команданта генерала Драгољуба Михаиловића, достојан оних безбројних знаних и незнаних јунака из Балканских ратова и из Првог светског рата… Није чудо што га је срце физички издало у 47. години живота. Поред породице у Америци, у отаџбини оставља уцвељену стару мајку и две сестре. Заплакаће данас за њим његова Босанска крајина и цело неослобођено Српство…— др Божидар Пурић, председник Министарског савета и министар иностраних послова Краљевине Југославије (1943—1944)

## Наслеђе
Иза себе је оставио супругу Браниславу (девојачко Русић), сина Велимира (преминуо је 17. новембра 2017. године) и ћерку Мирјану. Миланова супруга Бранислава преминула је 21. новембра 2018. године.
Његови потомци живе у Чикагу. Они су готово пола века прикупљали документа и грађу коју су касније предали публицисти и историографу мр Радовану Калабићу, ради припреме студије о животу мајора Цвјетићанина.
Поводом 50. годишњице смрти мајора Цвјетићанина 2013. године, уз благослов епископа америчко-канадског и новограчаничког Лонгина објављена је Споменица Милану Цвјетићанину, команданту Босанског корпуса „Гаврило Принцип” ДЧД: 1963—2013, у издању Организације српских четника „Равна гора”. Промоција је одржана у парохијском дому храма Светог Саве на Врачару, а на њој су говорили мр Радован Калабић и протојереј-ставрофор Војислав Билбија, старешина Ротердамске парохије епархије западноевропске Српске православне цркве, иначе родом из Босанског Грахова, коме је мајор Цвјетићанин кумовао на крштењу. Међу гостима на промоцији је био и Војислав Михаиловић, унук армијског генерала Драгољуба Драже Михаиловића.

## Одликовања
- Златна медаља за храброст
- Орден Карађорђеве звезде са мачевима

## Галерија
- Цвјетићанин са својим официрима у Грахову (1942)
- Цвјетићанин и Богуновић са италијанским командантом у Грахову (август 1942)
- Мајор Цвјетићанин (трећи с лева), владика Николај, патријарх Гаврило, генерал Миодраг Дамјановић, војвода Ђујић и Димитрије Љотић у Випави (април 1945)
- Мајор Цвјетићанин са својим војницима у логору Еболи
- Мајор Милан Цвјетићанин на сахрани војводе Добросава Јевђевића у Риму 1962. године